# Antiblemma restricta
Antiblemma restricta là một loài bướm đêm trong họ Erebidae.